# While Your Lips Are Still Red
"While Your Lips Are Still Red" es una canción escrita en el 2007 por Tuomas Holopainen y Marco Hietala del quinteto finlandés de metal sinfónico Nightwish. Es interpretada por Holopainen, Hietala y Jukka Nevalainen para el filme finlandés Lieksa!, escrita y dirigida por el renombrado director finlandés Markku Pölönen. La canción está incluida en el single de Nightwish "Amaranth", el cual fue lanzado el 22 de agosto de 2007, como el segundo sencillo de su sexto álbum de estudio, Dark Passion Play.
El video musical oficial de la canción contiene clips del filme Lieksa!, de Hietala cantando y de Holopainen caminando tras él. El video fue lanzado en YouTube el 14 de junio de 2007.
"While Your Lips Are Still Red" no es una canción oficial de Nightwish, pero Holopainen declaró que no se sentía cómodo con el lanzamiento de algún material bajo su propio nombre. La web oficial de Nightwish claramente muestra que la canción fue escrita por Tuomas Holopainen y que lo incluye en los teclados, a Marco Hietala en la voz y a Jukka Nevalainen en la batería. La canción no incluye guitarras o voces femeninas. El videoclip acredita la canción a Holopainen y Hietala, dejando fuera a Nevalainen, quien no estuvo involucrado en la composición de la canción. El susurro de fondo es ejecutado por Tuomas.
Recientemente la canción ha sido agregada a las presentaciones en vivo de la banda.

## Créditos
- Marco Hietala - Composición, voz, contrabajo
- Tuomas Holopainen - Composición, letra, teclados, voz de fondo
- Jukka Nevalainen - Batería, percusión

- Datos: Q2300293